# Надхім Захаві
Надхім Захаві (араб. ناظم الزهاوي, трансліт. Nāẓim az-Zahāwī; народився 2 червня 1967 року) — британський політик іракського походження, який недовгий час обіймав посаду канцлера скарбниці. В уряді Ліз Трасс обіймає три посади Канцлера герцогства Ланкастерського, міністра міжурядових відносин та міністра рівноправності. Він є членом Консервативної партії, і членом парламенту Сполученого Королівства від виборчого округу з центром в Стратфорді-апон-Ейвон з 2010 року. Він був міністром освіти Сполученого Королівства з 2021 по 2022 рік і міністром з питань вакцинації від Covid-19 з 2020 по 2021 рік у Другому Уряді Джонсона. 
Захаві народився в Багдаді і був співзасновником міжнародної інтернет-дослідницької компанії YouGov, виконавчим директором якої він був до лютого 2010 року, а до січня 2018 року був головним стратегічним директором Gulf Keystone Petroleum. Після виходу на пенсію попереднього депутата від Консервативної партії Джона Мейплза він був обраний від Стратфорда-на-Ейвоні на парламентських виборах 2010 року .
Захаві приєднався до уряду Терези Мей як міністр у справах дітей і сімей під час переформатування уряду 2018 року. Після призначення Бориса Джонсона прем’єр-міністром його призначили міністром з питань підприємництва, енергетики та промислової політики, а в 2020 році йому було доручено додаткову відповідальність за програму вакцинації від COVID-19 у статусі відповідного міністра . Під час переформатування уряду 2021 року його підвищили міністра освіти. У липні 2022 року він став канцлером скарбниці після відставки Ріші Сунака.

## Ранні роки і освіта
Надхім Захаві (араб. ناظم الزهاوي, трансліт. Nāẓim az-Zahāwī) народився 2 червня 1967 року в Багдаді, Ірак .  У віці одинадцяти років  він разом із сім’єю втік до Великої Британії з Іраку під час перших років правління Саддама Хусейна.  Захаві здобув освіту в школі Holland Park  , перш ніж перейти до школи Ibstock Place School, а потім у King's College School, незалежній школі у Вімблдоні, Лондон, а потім у Лондонському університетському коледжі, де він вивчав хімічні технології, отримавши ступінь бакалавра.

### Заборона на поїздки в США
Після указу президента США Дональда Трампа, який забороняв мандрівникам з низки держав Близького Сходу, Захаві повідомив, що, незважаючи на те, що він є громадянином Великої Британії, він не міг в’їхати до Сполучених Штатів, оскільки народився в Іраку.  Заборона торкнулася і його дружини.  Згідно з повідомленням ЗМІ, це завадило Захаві відвідати своїх дітей, які навчаються в університеті в США. 
Захаві виступив проти такої політики та закликав Велику Британію не заплющувати на неї очі.  Він також стверджував, що заборона на в’їзд і те, що прем’єр-міністр Тереза Мей не засудила її, лише посилили підтримку Ісламської держави в Іраку та інших країнах. 